# 140

## Události
- prvá zmínka o Dublinu (Eblana) v díle Klaudia Ptolemaia

## Narození
- sv. Irenej z Lyonu

## Úmrtí
- Decimus Iunius Iuvenalis, římský satirik (* 60)
- sv. Papiáš z Hierapole, apoštolský otec

## Hlavy států
- Papež – Hyginus (136/138–140/142) » Pius I.? (140/142–154/155)
- Římská říše – Antoninus Pius (138–161)
- Parthská říše – Vologaisés III. (111/112–147/148)
- Kušánská říše – Kaniška (127–151)
- Čína, dynastie Chan (206 př. n. l. – 220 n. l.)